# Japón en los Juegos Olímpicos de Estocolmo 1912
Japón estuvo representado en los Juegos Olímpicos de Estocolmo 1912 por dos deportistas que compitieron en atletismo.  
El portador de la bandera en la ceremonia de apertura fue el atleta Yahiko Mishima. El equipo olímpico japonés obtuvo las siguientes medallas: